# Dolmen von Mazariegos
Der Dolmen von Mazariegos (auch Dolmen de Cubillejo oder Dolmen de Mecerreyes) ist eine antaähnliche Megalithanlage in der Nähe des Weilers Cubillejo in der Gemeinde Mambrillas de Lara in der Provinz Burgos in Kastilien und León in Spanien. Der etwa 5000 Jahre alte Dolmen wurde im Jahr 1970 freigelegt.

## Beschreibung
Bei dem Dolmen handelt es sich um ein Galeriegrab mit dem Zugang im Osten. Das charakteristische Merkmal ist eine Gruppe stark erodierter Felsritzungen (Tiere und Adoranten), auf einem der Orthostaten des Ganges.
Die eigentliche Grabkammer hat einen Durchmesser von etwa 6 m und besteht aus 10 Megalithen aus Kalkstein und Konglomerat. Der ca. 10,50 m lange Gang wird von zwei langen Reihen aus je 6 Tragsteinen gebildet. Er hat eine abnehmende Breite und Höhe, denn der Eingang in die Kammer ist der mit 0,75 m nur halb so breit wie am entgegengesetzten Ende. Die Decksteine von Kammer und Gang sind verloren.
Die Innenwände der Kammer sind teilweise mit Motiven versehen. Üblicherweise zeigen die Petroglyphen Muster mit Zick-Zack-Linien, Spiralen und Kreisen; hier wird die Neolithische Periode künstlerischen Schaffens hauptsächlich durch Stichbilder dargestellt.

Dolmen von Mazariegos
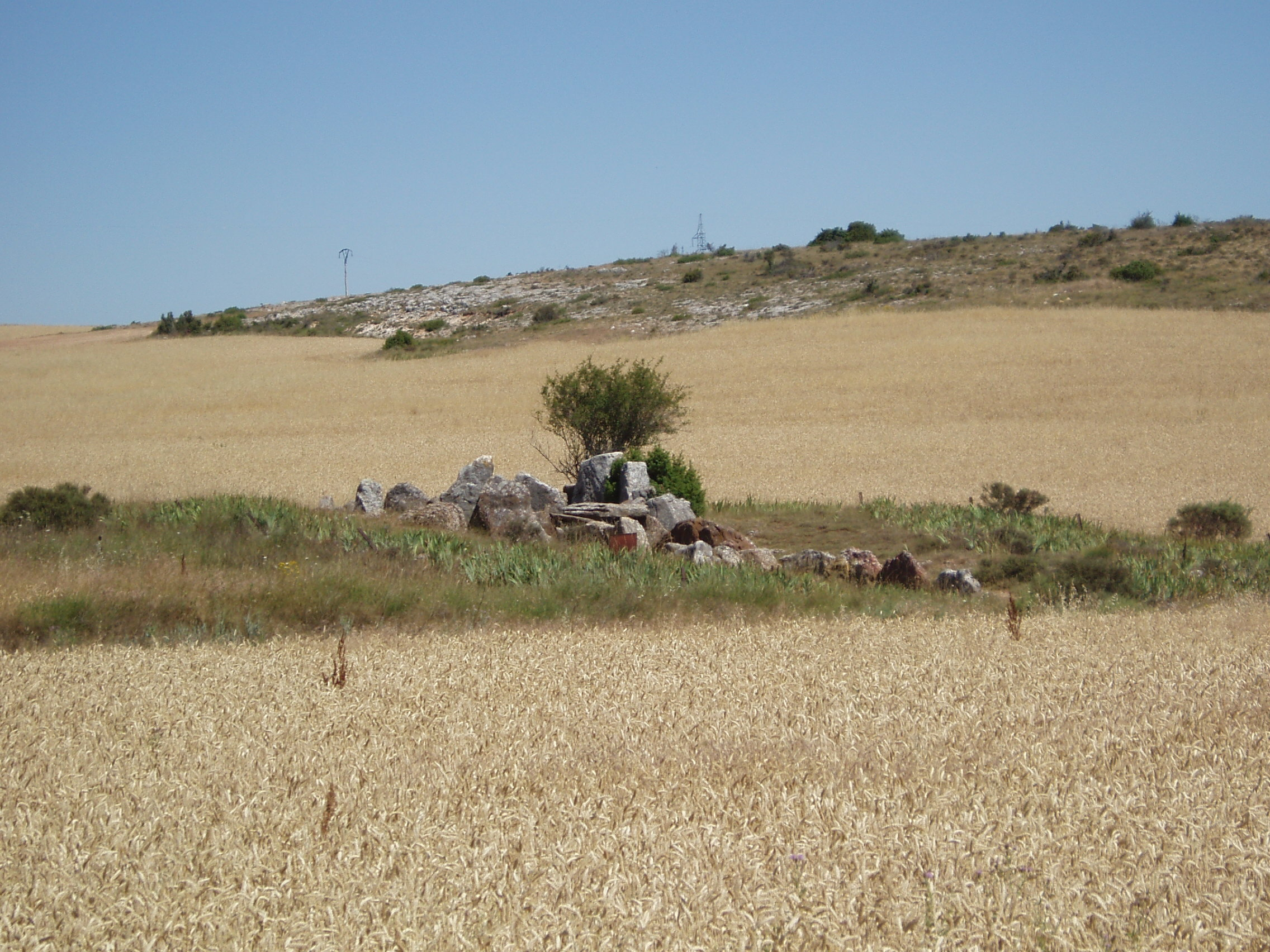
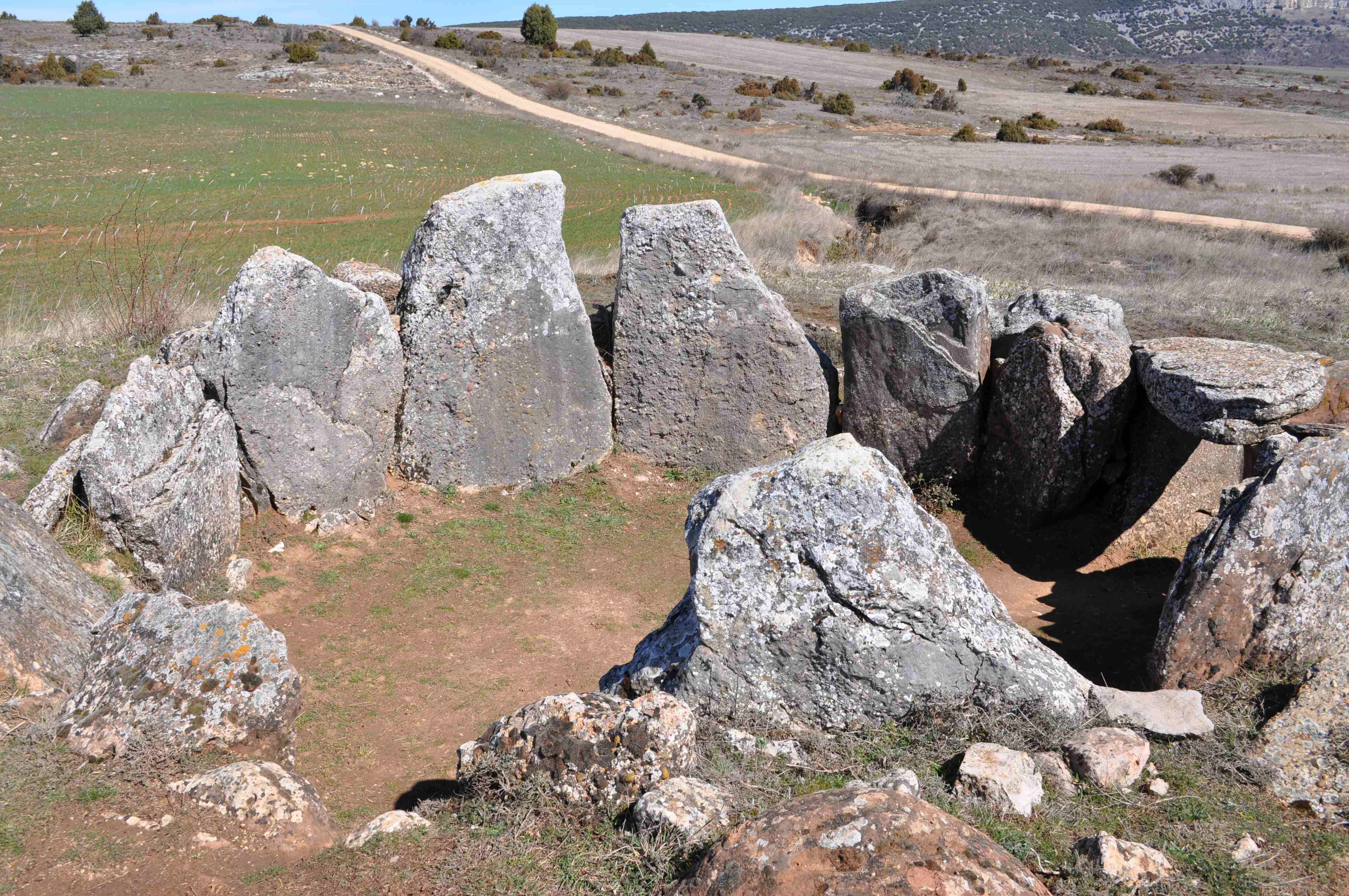
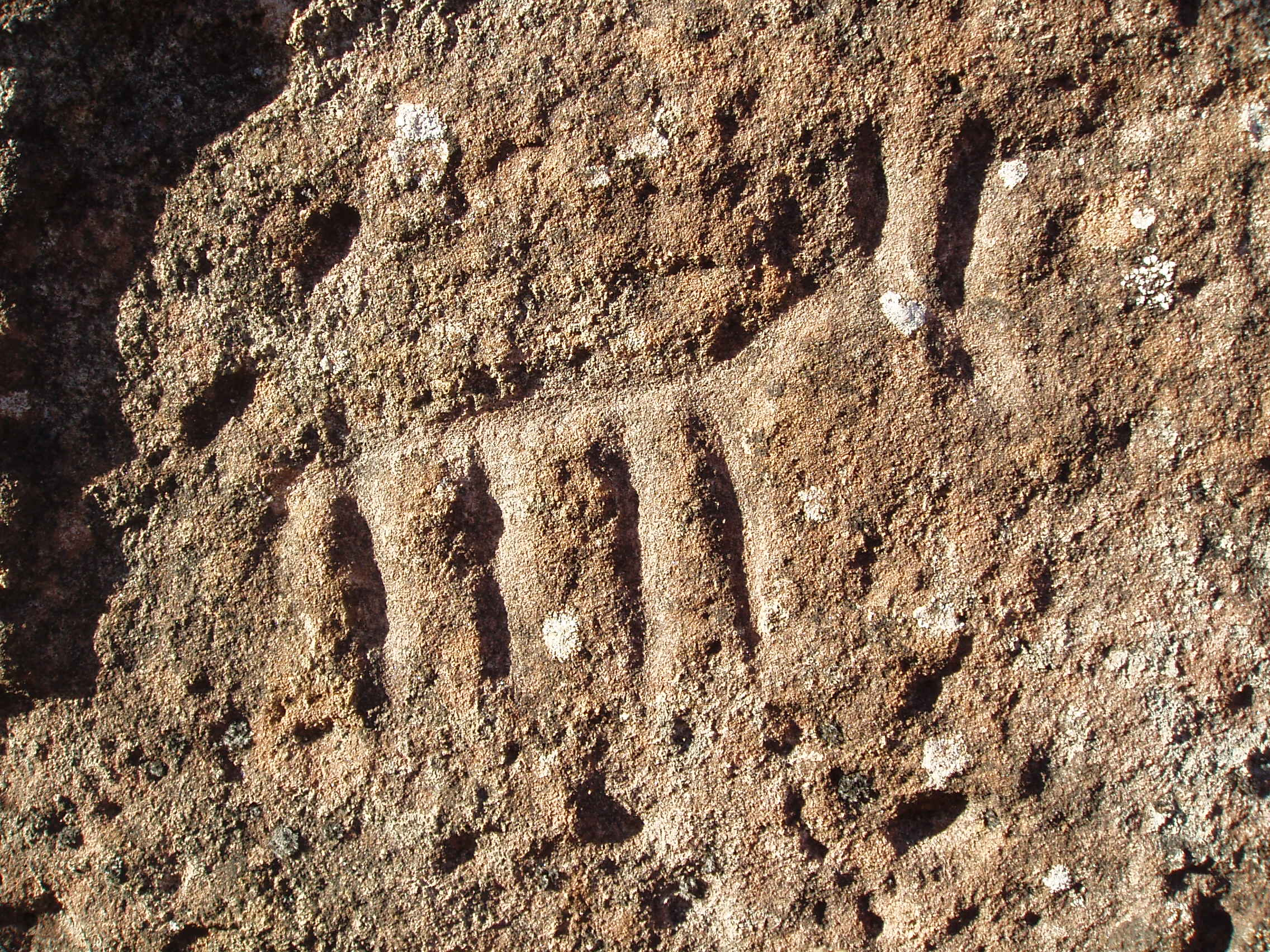

Bei den Ausgrabungen der 1970er-Jahre fand man ein Armband neben einem fragmentierten menschliche Knochen, mehrere Feuersteinabschläge, zwei grünliche Perlen aus Callaïs und zwei Keramikfragmente, von denen eines dem Glockenbecher-Horizont angehört.